# Pinkamindszent
Pinkamindszent (németül: Allerheiligen) község Vas vármegyében, a Körmendi járásban.

## Fekvése
Körmend és az Ausztriához tartozó Németújvár között úgyszólván félúton helyezkedik el, közvetlenül az osztrák határ mellett; Körmendtől 13, Németújvártól 12 kilométerre fekszik. Határában folyik a Pinka folyó.
A határ magyar oldalán egyetlen települési szomszédja van: kelet felől Vasalja; emellett északkelet felől egy rövid, kevesebb mint 400 méteres szakaszon érintkezik még Szentpéterfa határszélével is, de közlekedési kapcsolat nincs a két község között.
A határ osztrák (őrvidéki) oldalán a szomszédai: dél felől Lovászad (Luising), délnyugat felől Karácsfa (Hagensdorf im Burgenland), nyugat felől Szentkút (Heiligenbrunn) és Strém (Strem), észak felől pedig Nagysároslak (Moschendorf).

### Megközelítése
Kizárólag közúton érhető el, Vasalja és a strémi határátkelőhely felől a 8708-as úton, a nagysároslaki határátkelőhely irányából pedig a 87 113-as számú mellékúton. Az ország belső részei felől a legegyszerűbben a 8-as főúton közelíthető meg, horvátnádaljai letéréssel.

## Története
Ősrégi lakóhely, melyet leletek bizonyítanak. Az első okleveles említése 1221-ből származik. Katolikus plébániája 1698-ban keletkezett, temploma 1790-ben épült, berendezése késő barokk. Kegyura Mária Terézia Dorottya főhercegnő. Egy ideig a pornóapáti uradalom része, majd az Eszterházyak és a Liechtenstein hercegek birtokolták. A két világháború között nagyobb birtok a területén nem volt, lakosai közép-, kis- és törpebirtokosok.
A századfordulón az Osztrák–Magyar Monarchia gazdasági prosperitása a községet kedvező helyzetbe hozta. A község virágkorát élte a Batthyány család alatt, több mint 800 fős lakosságával, vendéglőivel, malmával, vasútállomásával, iskolájával. Körjegyzőségi székhely volt: Nagysároslak, Lovászad, Vasalja, Németbükkös tartozott hozzá.
A trianoni békeszerződést követő vonzáskörzet elvesztése, a második világháború utáni vasfüggöny, az urbanizáció, a körzetesítés a községet folyamatosan sorvasztotta el, mára 170 fő alá csökkent a lakosságszáma.
A temploma előtt található első világháborús emlékmű a község 13 áldozatának állít emléket. 1945. április 14-én itt értek véget a magyarországi harcok.
A Körmend–Németújvár-vasútvonal 1899. szeptember 1-jén nyílt meg 23 kilométer hosszan. A második világháború után a vasútvonal forgalma csak magyar oldalon maradt fenn 1959. szeptember 30-ig, majd a pályát a teljes szakaszon elbontották. Az egykori vasútállomás emeletes épülete még áll.
Az infrastruktúra kiépítése későn kezdődött, a vízhálózat kiépítésének befejezése az 1990-es évek elején történt meg. Ezt követte a földgáz hálózat megépítése. Intézményként a faluban a Kultúrház található, az épülethez könyvtár, nagyterem, orvosi rendelő, irodahelyiség és italbolt is tartozik.
A településtől nyugatra 2004. május 1-jén került sor a Pinkamindszent-Szentkút átkelőhely megnyitására, majd a határellenőrzés a Schengeni egyezményhez való csatlakozással 2007-ben megszűnt. A falu központjában lévő utak megújultak, és egy körforgalom is létesült. Északi irányba, a Nagysároslakra menő út megnyitására az osztrák falu lakosságának ellenállása miatt várni kellett, azóta az út üzemel.

## Közélete

### Polgármesterei
- 1990–1994: Singer István (független)[5]
- 1994–1998: Singer István (független)[6]
- 1998–2002: Dr. Martin János (független)[7]
- 2002–2006: Mosolits József (független)[8]
- 2006–2010: Csiszár István (független)[9]
- 2010–2014: Csiszár István (független)[10]
- 2014–2019: Csiszár István (független)[11]
- 2019–2024: Csiszár István (független)[12]
- 2024– : Csiszár István (független)[1]

## Népesség
A település népességének változása:
| Lakosok száma | 164  | 152  | 156  | 178  | 166  | 174  | 175  |
|               | 2013 | 2014 | 2015 | 2021 | 2022 | 2023 | 2024 |

A 2011-es népszámlálás során a lakosok 77,3%-a magyarnak mondta magát (22,7% nem nyilatkozott). A vallási megoszlás a következő volt: római katolikus 71,4%, evangélikus 0,6%, felekezet nélküli 1,3% (26,6% nem nyilatkozott).
2022-ben a lakosság 90,4%-a vallotta magát magyarnak, 7,2% németnek, 0,6% szlováknak, 6% egyéb, nem hazai nemzetiségűnek (6,6% nem nyilatkozott; a kettős identitások miatt a végösszeg nagyobb lehet 100%-nál). Vallásuk szerint 62,7% volt római katolikus, 1,2% evangélikus, 8,4% felekezeten kívüli (26,5% nem válaszolt).

## Nevezetességei
- Fő utca 110.: Mindenszentek plébániatemplom, műemlék, 1800 körüli Winterhalder által festett szentéllyel, barokk szószékkel
- Hősök emlékműve
- Egykori Pinkamindszent vasútállomás
- Pinka folyó
- Itt született Orbán József, zenész, a 100 Folk Celsius együttes alapító tagja.